# Benthamia misera
Benthamia misera là một loài thực vật có hoa trong họ Lan. Loài này được (Ridl.) Schltr. mô tả khoa học đầu tiên năm 1924.